# أنديرس مولر (منافس ألعاب قوى)
أنديرس مولر (بالدنماركية: Anders Møller)‏ هو مدرب رياضي دنماركي، ولد في 5 سبتمبر 1977.

## وصلات خارجية
- أنديرس مولر على موقع الاتحاد الدولي لألعاب القوى (الإنجليزية)